# Karsten Danzmann

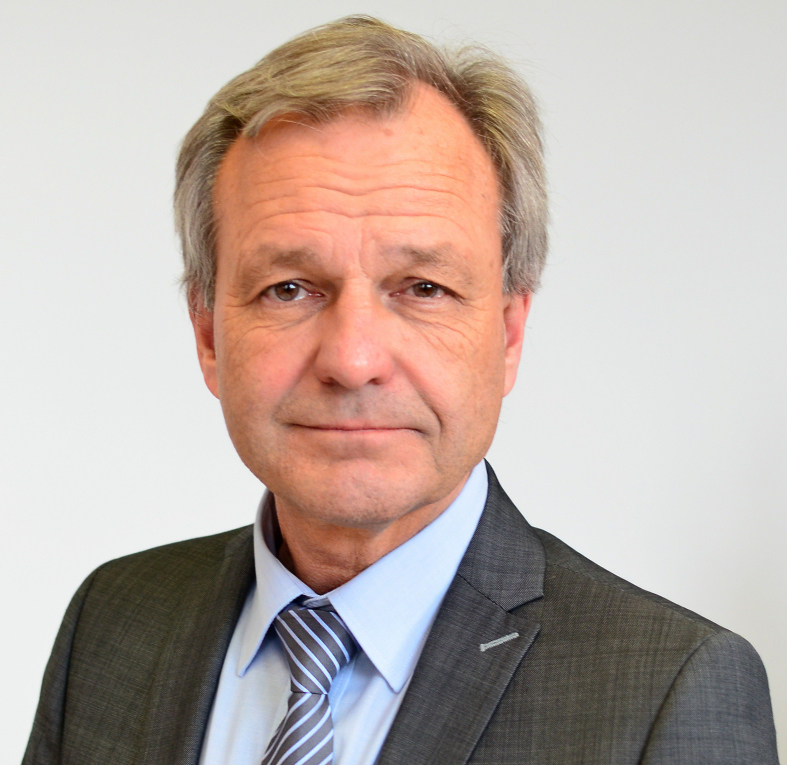
Karsten Danzmann (2016)

Karsten Danzmann (* 6. Februar 1955 in Rotenburg (Wümme)) ist ein deutscher Physiker, der sich mit dem Nachweis von Gravitationswellen und der Entwicklung der dazu benötigten Laser-Technologien beschäftigt.

## Leben und Wirken
Danzmann studierte von 1973 bis 1977 Physik an der TU Clausthal (Diplom) und der Universität Hannover, wo er 1980 promoviert wurde. Ab 1978 war er wissenschaftlicher Mitarbeiter am Institut für Plasmaphysik in Hannover, ab 1982 DFG-Gastwissenschaftler an der Stanford University. Von 1983 bis 1986 war er an der Physikalisch-Technischen Bundesanstalt (PTB) in Berlin tätig. Von 1986 bis 1990 war er Assistenzprofessor in Stanford und danach bis zum Jahr 1993 Projektleiter im Sonderforschungsbereich  Gravitationswellendetektoren am Max-Planck-Institut für Quantenoptik in Garching. Ab 1993 war er Professor an der Technischen Universität Hannover und dort Direktor des Instituts für Atom- und Molekülphysik (ab 2005 in Institut für Gravitationsphysik umbenannt), sowie ab 1994 gleichzeitig Leiter der Außenstelle des Max-Planck-Institut für Quantenoptik in Hannover. Ab 2002 wurde die Außenstelle in Hannover Teil des Max-Planck-Instituts für Gravitationsphysik (Albert Einstein Institut), wo Danzmann zum Direktor berufen wurde. Er leitet dort die Abteilung Laserinterferometrie und Gravitationswellenastronomie.
In Hannover leitet er seit den 1990er Jahren das Projekt des deutsch-britischen Gravitationswellendetektors GEO600 in Ruthe bei Sarstedt. Es wurde zum Nachweis von Gravitationswellen mittels Laser-Interferometrie geschaffen und diente auch zur Technologieentwicklung für die LIGO-Detektoren. Er gilt als „geistiger Vater und treibender Pionier“ der LISA-Satelliten-Mission und leitet von europäischer Seite ihre Entwicklung.
Forscher von Danzmanns Institut in Hannover (Max-Planck-Institut für Gravitationsphysik) machten am 14. September 2015 vormittags (MESZ) die erste Beobachtung einer Gravitationswelle, die von Detektoren des LIGO-Observatoriums gemessen wurde. Die LIGO-Kollaboration gab die Beobachtung erst im Februar 2016 nach ausführlicher Datenanalyse bekannt, da man eine später zurückgenommene Erfolgsmeldung wie bei BICEP vermeiden wollte.

## Auszeichnungen und Mitgliedschaften
Im Jahr 1991 erhielt Karsten Danzmann den Max-Planck-Forschungspreis gemeinsam mit James Hough, Glasgow University. Für seinen wichtigen Beitrag zur Entdeckung der Gravitationswellen erhielt er 2016 mit Bruce Allen und Alessandra Buonanno den Niedersächsischen Staatspreis. Danzmann wurde dafür gewürdigt, dass er die Entwicklung und den Betrieb der extrem empfindlichen Detektoren vorantrieb, die die direkte Beobachtung der Gravitationswellen in der LIGO-Kollaboration ermöglichte. Danzmann wurde 2016 mit dem Wissenschaftspreis Niedersachsen und dem Wissenschaftspreis der Fritz-Behrens-Stiftung ausgezeichnet. 2017 erhielt Danzmann den Körber-Preis für die Europäische Wissenschaft und den Otto-Hahn-Preis. Für 2018 wurden ihm die Stern-Gerlach-Medaille, der Edison-Volta-Preis und der Braunschweiger Forschungspreis zugesprochen.
Danzmann ist Mitglied der Akademie der Wissenschaften und der Literatur in Mainz. Er ist ebenfalls Mitglied der Akademie der Wissenschaften in Hamburg und wurde 2009 Fellow der American Physical Society. 2019 wurde er vom Manager Magazin in die Hall of Fame der deutschen Forschung berufen. 2025 erhielt  Danzmann die Ehrendoktorwürde der RWTH Aachen.